# 回転 (映画)
『回転』（かいてん、原題：The Innocents）は、ジャック・クレイトン監督、デボラ・カー主演による1961年のイギリスのホラー映画。ヘンリー・ジェイムズの小説『ねじの回転』の映画化作品。

## あらすじ
ミス・ギデンズは家庭教師として田舎町を訪れ、ブライハウスという古い屋敷に向かう。そこでは、マイルスとフロラの幼い兄妹が長い間、メイドのグロース夫人に面倒を観られながら暮らしていた。雇われて屋敷で生活して行くうち、ギデンズは屋敷にいるはずのない男の姿を屋上で見かけたり、遠くからこっちを眺める黒服の若い女性の姿を見かけたりと、さまざまな怪奇現象に襲われる。ギデンズは怪奇現象の謎を知るためにブライハウスのことを調べるが、自分の前任者のミス・ジェスルが悲惨な惨劇に見舞われたことを知る。

## キャスト
役名、俳優、日本語吹替
- ミス・ギデンズ - デボラ・カー（水城蘭子）
- フローラ - パメラ・フランクリン（武藤礼子）
- マイルス - マーチン・ステファンズ（野沢雅子）
- グロース夫人 - メグス・ジェンキンス（中村紀子子）
- ブライ卿 - マイケル・レッドグレイヴ
- クイント  - ピーター・ウィンガード